# 佐藤旭 (競艇選手)
佐藤 旭（さとう あきら、1982年7月10日 - ）は、静岡県出身の競艇選手。登録番号4273。身長161cm。血液型A型。94期。静岡支部所属。同期に今井貴士、麻生慎介、小坂尚哉らがいる。

## 来歴
- やまと競艇学校時代、リーグ戦勝率5.81（準優出5　優出2）の成績を残した。
- 2004年5月8日、浜名湖競艇場でデビュー（失格）。
- 2005年3月13日、浜名湖競艇場での一般競走最終日4Rで初勝利（130走目）。
- 2007年3月3日、琵琶湖競艇場での一般競走で初優出。
- 2010年4月6日、浜名湖競艇場での「湖西・新居合併記念おいでんカップ」で初優勝（優出9回目）。
- 2010年8月26日、宮島競艇場での「G3厳島昇龍決戦　新鋭リーグ第14戦」で優勝（通算2回目）。
- 2011年1月4日、浜名湖競艇場での「静岡新聞社・静岡放送 New Year's Cup」で優勝（通算3回目）。
- 2014年2月17日、若松競艇場での「ビッグベアーズカップ」で優勝（通算4回目）。
- 2014年3月14日、多摩川競艇場での「第9回日本財団会長賞」で優勝（通算5回目）。